# Scott Travis
Scott Travis (6 de septiembre de 1961) es un músico estadounidense, conocido principalmente por ser miembro de la banda británica de heavy metal Judas Priest. 
Nacido en Norfolk, Virginia, se trasladó a la costa Oeste (concretamente a California a principios de los años 1980, cuando recién empezaba a aficionarse a la batería. Pronto se unió a una banda local llamada Hawk, que alcanzó un éxito notable. Después de tocar cierto tiempo en Hawk, conoció al legendario guitarrista Paul Gilbert, quien le pidió que tocara en su banda, Racer X, en la cual tocó hasta finales de los años 80, y con la cual empezó a gozar de cierta popularidad. 
Llegó a la cima de su carrera en 1989, cuando fue elegido como el nuevo baterista de Judas Priest en sustitución de Dave Holland, quien se marchó después de diez años en el grupo. En cuanto supo que Priest necesitaba un nuevo baterista, se dedicó a seguir a la banda durante la gira posterior a la edición de Ram it Down por los Estados Unidos. Se colocaba en la entrada de los conciertos, tocando la batería y esperando que los Priest le oyeran. En cuanto se le presentó la oportunidad, aprovechó también para entregar a los miembros del grupo una maqueta con una muestra de su trabajo en Hawk y Racer X. Cuando Halford, Tipton, Downing e Ian Hill le oyeron, decidieron proponerle ser el nuevo baterista del grupo.
Travis debutó en Judas Priest en el álbum Painkiller, de 1990. Considerado el mejor álbum de Priest desde el Defenders of the Faith de 1984 y la obra cumbre del Speed metal, el LP abre con la canción del mismo nombre, que empieza con un memorable solo de batería de Travis. Su influencia en este disco resulta capital, pues proporcionó al clásico estilo de Judas Priest un nuevo aire mucho más contundente y acelerado. La crítica asegura que con este disco se inicia una nueva etapa en la historia del heavy metal.
Sin embargo, este disco fue también el último de Rob Halford, que abandonó el grupo en 1992, al finalizar la gira promocional del disco. Entre los años 1993 y 1995, y sin desvincularse de Judas Priest, Travis acompañó a Halford en su nuevo proyecto, el grupo Fight, que llegó a poner en el mercado dos títulos de indudable calidad, aunque con escaso éxito de ventas.
Al parecer, Travis fue también el responsable directo de la llegada de Tim Owens (Tim "Ripper" Owens) a Judas Priest como sustituto de Rob Halford, de 1996 a 2003. Con "Ripper" como vocalista, Travis grabó dos nuevos discos para Judas Priest: Jugulator y Demolition.
En el 2003 se produjo el regreso de Halford al conjunto musical que le hiciera famoso. En esta nueva etapa, Travis ha grabado ya en cinco nuevos discos de estudio, Angel of Retribution, Nostradamus, Redeemer of Souls, Firepower e Invincible Shield, el álbum de estudio más reciente de la banda.
Equipamiento (Judas Priest, grabación de Angel of Retribution):
- Tama Starclassic Maple (medida específica):
2 bombos 24x24
Toms: 12x8, 14x10, 18x16 (base), 20x18 (base)
Caja: 14x6.5
Pedales Tama Iron Cobra Power Glide
Platos Paiste:
2x 14" Signature SE (charles)
18" Signature Power Crash
19" Signature Power Crash
20" Signature Power Crash
18" Signature Full Crash
19" Signature Full Crash
20" Signature Full Crash
20" Heavy Ride (custom)
18" Signature Heavy China
En directo, los crash utilizados son 2x (17, 18, 19) Rude Crash/Ride, y el china es un 18" Rude.
Baquetas Vic Firth CM con punta de nailon.

## Discografía
Hawk
- Let the Metal Live (1986)

Fight
- War of Words (1993)
- A Small Deadly Space (1995)

Racer X
- Second Heat (1988)
- Technical Difficulties (1999)
- Superheroes (2000)
- Getting Heavier (2002)

Judas Priest
- Painkiller (1990)
- Jugulator (1997)
- Demolition (2001)
- Angel of Retribution (2005)
- Nostradamus (2008)
- Redeemer of Souls (2014)
- Firepower (2018)
- Invincible Shield (2024)

- Datos: Q374782
- Multimedia: Scott Travis / Q374782